# Sport Club Guarany
O Sport Club Guarany é um clube brasileiro de futebol, com sede na cidade de Cruz Alta, no estado do Rio Grande do Sul.

## História
O Guarany foi fundado em 20 de setembro de 1913, tendo Epaminondas Vaz como seu primeiro presidente. Seu primeiro jogo foi um empate em 2 a 2 contra o Cruzaltense, clube que seria incorporado ao Guarany dois anos depois. Em 1919, disputou um amistoso com o Riograndense de Ijuí e aplicou a maior goleada de sua história: 21 a 0.
Em 1921, conquistou o Campeonato Citadino de Cruz Alta, feito que seria repetido no ano seguinte. Após sagrar-se campeão da Região Serra, o Guarany obteve o direito de participar pela primeira vez da fase final do Campeonato Gaúcho, terminando na terceira colocação.
Em 1924, foi campeão citadino por W.O., visto que o adversário, o Arranca, ficou impossibilitado de disputar a decisão por estar desfalcado de cinco jogadores. No ano seguinte, após novo título local, venceu o Campeonato da 5ª Região sobre o 14 de Julho de Passo Fundo e o Campeonato da Região Serra sobre o Bataclan, credenciando-se novamente à disputa do Estadual, onde chegou até a semifinal.
Após duas conquistas do Citadino em 1926 e 1927, o Guarany inaugurou seu novo estádio em 1929. Porém, logo em seguida, em 1930, fechou as portas e enfrentou um recesso de 12 anos, retornando às atividades em 1942. No mesmo ano, conquistou o Torneio Início e inaugurou a nova Taba Índia, com uma vitória por 2 a 1 sobre o Riograndense.
Em 1946, voltou a ganhar o Citadino, algo que só se repetiria em 1951. No biênio 1954 e 1955, além do título local, o Guarany obteve duas de suas maiores conquistas: o Campeonato Gaúcho da Segunda Divisão.
Em 1967, 1968 e 1970, o Guarany esteve inativo. Retornou em 1971, quando foi disputado o último Citadino da história, sagrando-se campeão. Porém, enfrentou um novo recesso entre 1974 e 1985.
Permanece inativo desde 2001, quando disputou uma competição pela última vez: o Campeonato Gaúcho da Segunda Divisão.

## Títulos

### Estaduais
- Campeonato Gaúcho - Série A2: 3 vezes (1954, 1955 e 1987).
- Vice-Campeonato Gaúcho 2ª Divisão: 2 vezes (1956 e 1989).
- Campeonato Gaúcho - 2ª Divisão: 1985.
- Campeonato Citadino de Cruz Alta: 16 vezes (1916, 1921, 1922, 1924, 1925, 1926, 1927, 1946, 1951, 1954, 1955, 1956, 1958, 1962, 1963 e 1966).

## Artilheiros
- Artilheiros do Campeonato Gaúcho - Série B

1. Valduíno - 1987 (18 gols).

## Rankings
Ranking da CBF
- Posição: 278º
- Pontuação: 2 pontos

Ranking criado pela Confederação Brasileira de Futebol que pontua todos os times do Brasil.